# Irán a 2010. évi téli olimpiai játékokon

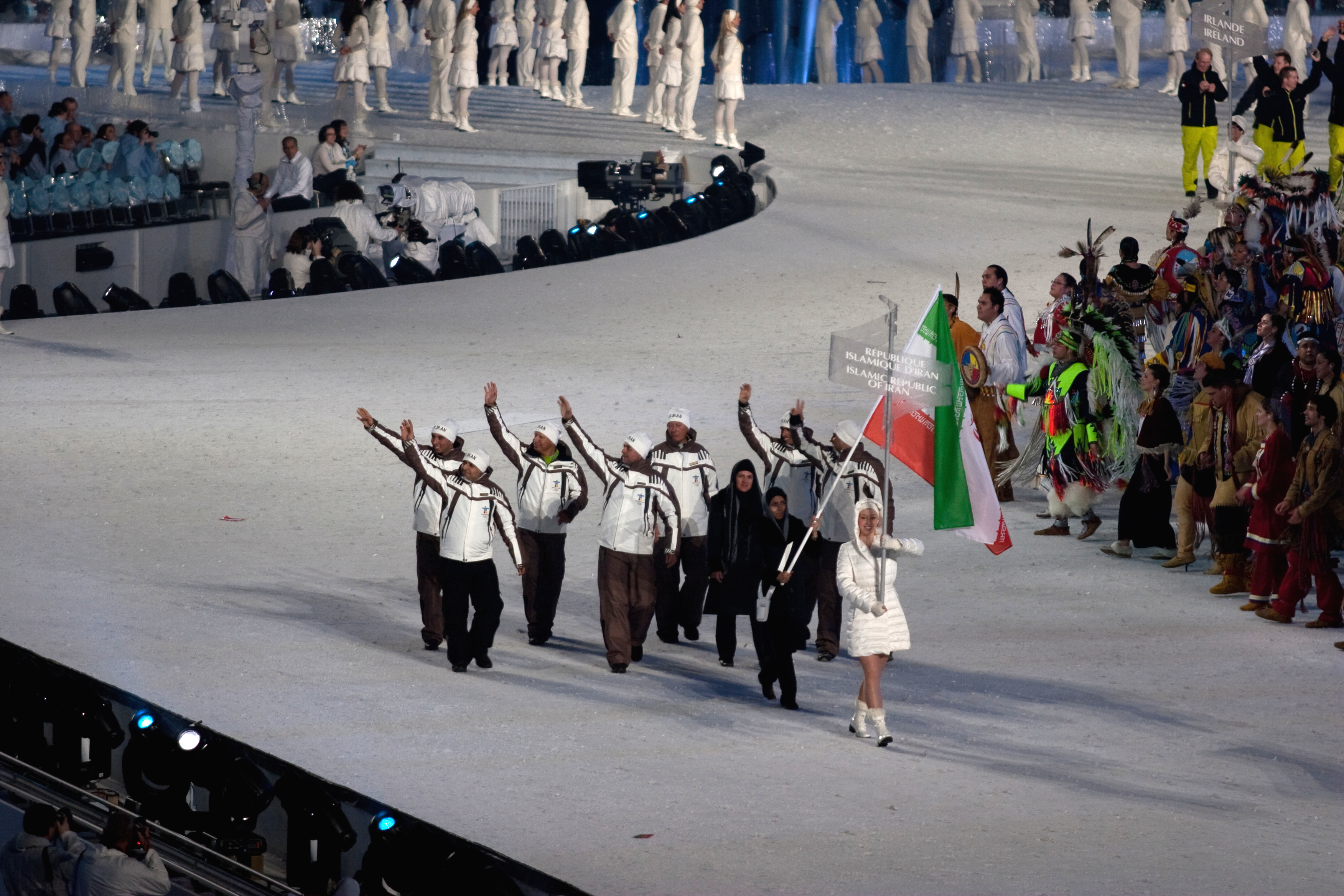
Irán olimpiai küldöttsége a megnyitón

Irán a kanadai Vancouverben megrendezett 2010. évi téli olimpiai játékok egyik részt vevő nemzete volt. Az országot az olimpián 2 sportágban 4 sportoló képviselte, akik érmet nem szereztek.

## Alpesisí
Férfi
| Versenyző             | Versenyszám      | 1. futam      | 1. futam      | 2. futam | 2. futam | Összesítés | Összesítés |
| Versenyző             | Versenyszám      | Idő           | Hely.         | Idő      | Hely.    | Idő        | Helyezés   |
| --------------------- | ---------------- | ------------- | ------------- | -------- | -------- | ---------- | ---------- |
| Hoszejn Száve Semsaki | Műlesiklás       | 57,59         | 47.           | 58,80    | 40.      | 1:56,39    | 41.        |
| Hoszejn Száve Semsaki | Óriás-műlesiklás | 1:31,31       | 81.           | 1:34,56  | 71.      | 3:05,87    | 70.        |
| Purjá Száve Semsaki   | Műlesiklás       | nem ért célba | nem ért célba | kiesett  | kiesett  | kiesett    | kiesett    |
| Purjá Száve Semsaki   | Óriás-műlesiklás | 1:26,44       | 65.           | 1:31,26  | 63.      | 2:57,70    | 60.        |

Női
| Versenyző       | Versenyszám      | 1. futam | 1. futam | 2. futam | 2. futam | Összesítés | Összesítés |
| Versenyző       | Versenyszám      | Idő      | Hely.    | Idő      | Hely.    | Idő        | Helyezés   |
| --------------- | ---------------- | -------- | -------- | -------- | -------- | ---------- | ---------- |
| Mardzsán Kalhor | Műlesiklás       | 1:08,65  | 68.      | 1:09,95  | 55.      | 2:18,60    | 55.        |
| Mardzsán Kalhor | Óriás-műlesiklás | 1:36,87  | 68.      | 1:28,52  | 60.      | 3:05,39    | 60.        |

## Sífutás
Férfi
| Versenyző            | Versenyszám | Eredmény | Helyezés |
| -------------------- | ----------- | -------- | -------- |
| Szejed Szattár Szejd | 15 km       | 42:41,1  | 89.      |